# Harrisburg (Misuri)
Harrisburg es un pueblo ubicado en el condado de Boone en el estado estadounidense de Misuri. En el Censo de 2010 tenía una población de 266 habitantes y una densidad poblacional de 136,21 personas por km².

## Geografía
Harrisburg se encuentra ubicado en las coordenadas 39°8′25″N 92°27′34″O / 39.14028, -92.45944. Según la Oficina del Censo de los Estados Unidos, Harrisburg tiene una superficie total de 1.95 km², de la cual 1.94 km² corresponden a tierra firme y (0.66%) 0.01 km² es agua.

## Demografía
Según el censo de 2010, había 266 personas residiendo en Harrisburg. La densidad de población era de 136,21 hab./km². De los 266 habitantes, Harrisburg estaba compuesto por el 96.99% blancos, el 0.38% eran afroamericanos, el 0.38% eran amerindios, el 0% eran asiáticos, el 0% eran isleños del Pacífico, el 0% eran de otras razas y el 2.26% pertenecían a dos o más razas. Del total de la población el 0.38% eran hispanos o latinos de cualquier raza.